# Montuïri
Montuïri è un comune spagnolo di 2 827 abitanti situato nella comunità autonoma delle Baleari, sull'isola di Maiorca.